# L'ora di fantascienza
L'ora di fantascienza è un'antologia fantascienza del 1982. È il numero 64 della serie Letture per la Scuola Media.

## Racconti
Che cos'è la fantascienza?
Parte prima. I nostri dissimili
- Sentinella (Sentry, 1954) Fredric Brown
- Invasione da Marte (Invasion from Mars) Howard Koch
- La montagna senza nome (The Mountain Without Name, 1955) Robert Sheckley
- Al cospetto degli Sreen (Upstart, 1977) Steven Utley
- Nato d'uomo e di donna (Born of Man and Woman, 1950) Richard Matheson
- I dati disponibili sulla Reazione Worp (The Available Data on the Worp Reaction, 1953) Lion Miller
- Frasi utili per il turista (Useful Phrases for the Turist, 8460) Joanna Russ

Parte seconda. Nuove vie delle Indie (Saggistica)
- La via delle Indie (Sail on, Sail on, 1962) Philip José Farmer
- Strada buia (A Walk in the Dark, 1950) Arthur C. Clarke
- Sull'orlo del buco nero (Old-fashioned, 1976) Isaac Asimov
- Esperimento (Experiment, 1954) Fredric Brown
- Bambina smarrita (Little Girl Lost, 1953) Richard Matheson
- Una metropolitana chiamata Moebius (A Subway Named Moebius, 1950) Armin Joseph Deutsch
- Il cerchio (The Hoop, 1972) Howard Fast
- Ora zero (Zero Hour, 1947) Ray Bradbury

Parte terza Ritorno a Pitagora
- Nove volte sette (Feeling of Power, 1957) Isaac Asimov
- La risposta (Answer, 1954) Fredric Brown
- I nove miliardi di nomi di Dio (The Nine Billions Name of God, 1952) Arthur C. Clarke
- Parola chiave (Key-item, 1968) Isaac Asimov

Parte quarta. Il futuro alla gola
- La settima vittima (Seventh Victim, 1953) Robert Sheckley
- Per piccina che tu sia (Billennium, 1962) James G. Ballard
- Giorno d'esame (Examination Day, 1958) Henry Slesar
- L'ultima pozzanghera (Deep End, 1962) James G. Ballard
- Il posto senza nome (Getting Back to Before It Began, 1977) Raylyn Moore

## Edizione
Carlo Fruttero, Franco Lucentini (a cura di), L'ora di fantascienza, collana Letture per la Scuola Media n. 64, Torino, Giulio Einaudi Editore, 1982,  p. 316.